# Sport Club Mirabello
Lo Sport Club Mirabello era una squadra di hockey su pista italiana che aveva sede a Monza. 
La squadra disputava le proprie gare interne presso la Pista di via Boccaccio a Monza.

## Storia
Nella sua storia lo Sport Club Mirabello disputò sei campionati di serie A dal 1946 al 1951. Il miglior piazzamento ottenuto fu il quarto posto al girone finale nell'edizione del 1949. Alla fine del campionato del 1951 il Mirabello giunse ottavo e retrocedette in Serie B per poi sparire dal panorama hockeystico nazionale.

## Cronistoria
| Cronistoria dello Sport Club Mirabello |
| --- |
| - 1946 · 3º nel girone B di prima fase in Serie A - 1947 · 7º in Serie A - 1948 · 6º in Serie A, girone finale - 1949 · 4º in Serie A, girone finale - 1950 · 7º in Serie A - 1951 · 8º in Serie A, retrocesso in Serie B |

## Colori e simboli
Il colore sociale era il nero. La maglia di gioco era nera con una stella bianca. I calzoncini erano di colore bianco.

## Strutture
La pista del club fu quella all'aperto di via Boccaccio a Monza che condivise con l'altra squadra cittadina dell'epoca, l'Hockey Club Monza.

## Statistiche e record

### Partecipazione ai campionati
| Livello | Categoria | Partecipazioni | Debutto | Ultima stagione | Totale |
| ------- | --------- | -------------- | ------- | --------------- | ------ |
| 1º      | Serie A   | 6              | 1946    | 1951            | 6      |

### Libri
- Gianfranco Capra Mario Scendrate, Hockey su pista in Italia e nel mondo, Novara, S.E.N., 1984.

### Giornali
- Il Popolo di Monza (feb. 1929-dic.1942) organo del Fascio di Monza, giornale settimanale edito il martedì, conservato microfilmato presso la Biblioteca Nazionale Braidense di Milano e la Biblioteca Comunale di Monza.
- Il Cittadino di Monza (dal 1945 a oggi), edizione del giovedì, settimanale conservato presso la Biblioteca Nazionale Braidense di Milano e la Biblioteca Comunale di Monza.
- Gazzetta dello Sport, quotidiano sportivo microfilmato, consultabile presso le Biblioteche:
  - Biblioteca Civica di Torino;
  - Biblioteca Nazionale Braidense di Milano,
  - Biblioteca Civica Berio di Genova,
  - Biblioteca Nazionale Centrale di Firenze,
  - Biblioteca Nazionale Centrale di Roma.